# Monção (Portugal)
Pour les articles homonymes, voir Monção.
Monção est une municipalité (en portugais : concelho ou município) du Portugal, située dans le district de Viana do Castelo et la région Nord. Monção est une station thermale.

## Géographie

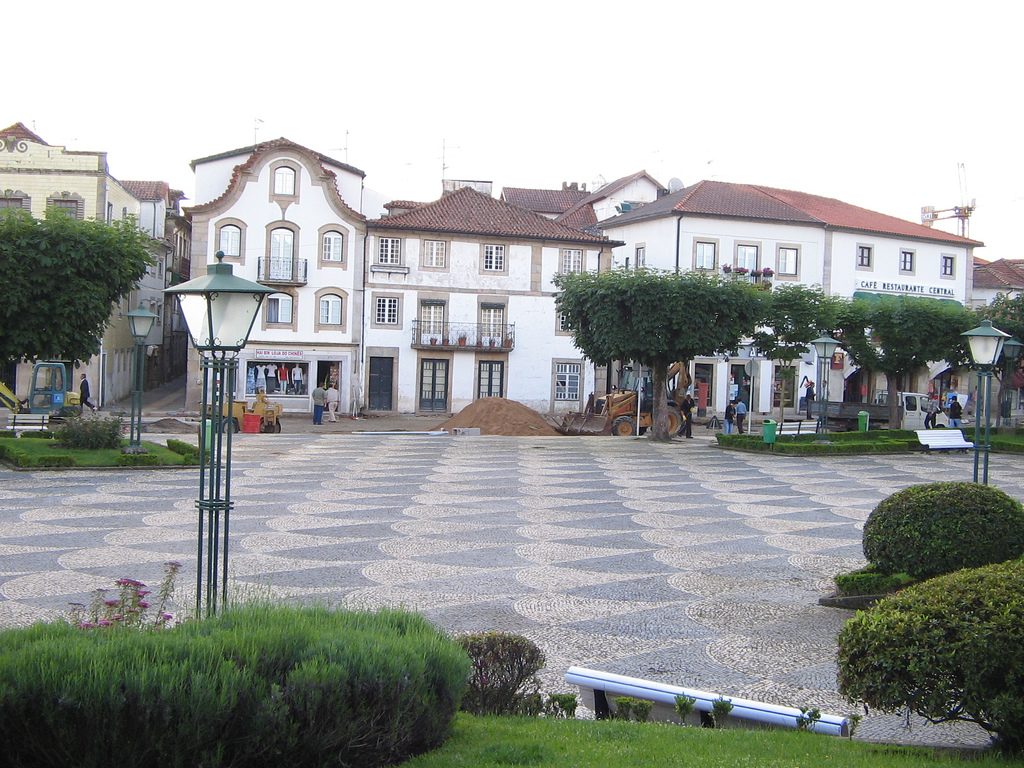
Place centrale de Monção

Situation Géographique Nationale.

Le territoire de Monção est limitrophe avec plusieurs autres communes. Le fleuve Minho forme au nord une frontière naturelle et officielle avec les communes espagnoles de Salvaterra de Miño (Galice) et Arbo (Galice).
A l'est la commune est limitrophe avec Melgaço, au sud avec Arcos de Valdevez, au sud-ouest avec Paredes de Coura et 
à l'ouest avec Valença.
Le fleuve Minho peut parfois être dangereux car le courant y est intense et des tourbillons qui creusent sa surface sont violents. Ainsi, le 24 juin 1905, une trentaine de personnes qui revenaient dans une barque de Monção et qui allaient à Salvaterra de Miño, en Espagne se noient à la suite du chavirage de l'embarcation,,.

### Relief
Le niveau altimétrique varie entre les zones inondables et fluviales situées le long du fleuve Minho et les zones montagneuses. Les altitudes les plus hautes sont, par ordre croissant, Santo António (1114 mètres), Fonte Boa (925 mètres), Chã de Éguas (751 mètres) et Bustavade (743 mètres). 20% de la municipalité est située à moins de 100 mètres d'altitude égalant les 20%  situés à plus de 500 mètres d'altitude.

### Climat
Le climat de Monção est favorisé par les masses d'air maritime en raison de la proximité de la côte, combiné à une variation altimétrique et d'occupation du sol qui favorise l'apparition de microclimats. Les étés sont généralement doux. Les mois de juillet, août et septembre sont les plus chauds de l'année. Les températures varient de 10 °C à 20 °C en moyenne.
Le mois le plus froid, décembre, connait des températures moyennes, qui avoisinent les 9 °C. L'humidité relative de l'air présente des valeurs moyennes annuelles comprises entre 80 et 85% dans la zone Est et des valeurs supérieures à 85% dans la zone la plus atlantique de la municipalité. Des épisodes de gel ont lieu principalement pendant les mois de janvier, février et décembre.
Les précipitations annuelles sont d’environ 1 000 mm le long du fleuve Minho et augmentent au fur et à mesure de son déplacement vers le sud, atteignant 2 000 mm dans les régions atlantiques les plus élevées et les plus exposées.

## Histoire
En 1374 av. J.-C., un Grec nommé Bacho, fils de Semole, est arrivé dans la Péninsule Ibérique avec une armée et y trouva un village complètement détruit. Celui-ci ordonna sa reconstruction et lui donna le nom d'"Orosion". Mot grec qui signifie "Mont Saint".
En 404 av. J.-C., les Celtes ont conquis la ville et le roi Brigo lui aurait donné le nom d'"Obobriga" . En 40 apr. J.-C., Monção était déjà un important village romain, appelé "Mamia". Quand les Romains sont expulsés de cette partie de la Péninsule Ibérique, Herméric roi des Suèves, occupe le village en 410 ap J.C. et lui restitue son nom original "d'Orosion", mais la ville continue à être nommée en latin "Mons Sanctus".
Tout suggère que la ville était à l'époque sans grande importance. À cette époque, l'administration et la direction militaires se trouvent au Château de la Penha da Raínha à Abedim, ou dans celui du Fraião, à Boivão (Valença). Monção s'affirme ensuite, à partir du règne de Sanche Ier de Portugal, période où la frontière naturelle formée par le Minho gagne en relief stratégique. La ville devait être à cette époque là déjà fortifiée, bien que de manière élémentaire.
La ville initiale se trouvait à l'emplacement de l'actuelle Cortes, et plus tard leurs habitants se sont déplacés vers Badim. Alphonse III mit fin au village de Badim et de Penha da Raínha pour établir la ville de Monção à l'emplacement actuel qui, jusqu'alors, s'appelait Couto de Mazedo. Monção a ainsi été érigée en municipalité par la charte du roi Alphonse III, octroyée le 12 mars 1261.
Denis Ier, impliqué dans la guerre prolongée avec la Castille, programma en 1306 le renforcement des fortifications et la création d'un château robuste avec une tour.
Au cours du XVIe siècle, la ville a acquis une grande renommée grâce à ses vins, en particulier le «vinho tinto», qui a été importé par les Anglais.
En 1658, lors de la révolution portugaise, la ville est cernée par les troupes de Philippe IV d'Espagne. Le siège dura 4 mois et demi et se termina par une honorable capitulation.
En 1809 lors de la Campagne de Portugal, la ville tomba aux mains des troupes françaises commandées par le Général Heudelet. La ville fut désarmée en enclouant les pièces de canon et en détruisant autant que possible les fortifications.

### Liste des gouverneurs militaires[6]
| Période   | Identité                                                |
| --------- | ------------------------------------------------------- |
| 1336      | Gil Vasques Bacelar                                     |
| 1367-1383 | Alvaro Gonçalves de Abreu                               |
| 1423      | Lopo Fernandes Pacheco                                  |
| 1438-1481 | D. Afonso, comte de Ourém                               |
| 1640-1641 | Francisco Soares de Castro                              |
| 1641      | Carlos Malheiro Pereira D'Antas Bacellar                |
| 1650      | Diogo de Barros                                         |
| 1651-1657 | Capitaine Xisto Gomes Pereira                           |
| 1658-1659 | Général Lourenço d'Amorim Pereira                       |
| 1668      | Diogo Soares Pereira de Castro                          |
| 1679      | Francisco da Cunha da Silva Velho                       |
| 1690-1699 | Francisco da Cunha da Silva Velho                       |
| 1701      | Estevão Pereira Bacellar                                |
| 1707-1710 | Mathias de Souza e Castro                               |
| 1717-1738 | Colonel João Taveira de Lima                            |
| 1738      | Félix Barreto da Gama e Castro                          |
| 1749      | Bento de Morim Queiroz                                  |
| 1753      | Alexandre de Palhares Coelho de Brito                   |
| 1767-1770 | Colonel Antonio da Costa Oliveira                       |
| 1775      | Diogo Antonio de Castro Sousa Menezes da Casa de Galvão |
| 1790      | Francisco Pinto Barbosa de Araujo Correia               |
| 1795      | Colonel Antonio Machado de Faria e Maia                 |
| 1808      | Lieutenant-Colonel Francisco Antonio Pereira d'Eça      |
| 1811-1817 | Estevão de Queiroz Machado e Vasconcellos               |
| 1817      | Francisco Xavier da Silva Pereira                       |
| 1884-1885 | Bernardo Lopes                                          |
| 1894-1899 | Major Manuel Joaquim da Silva                           |
| 1900      | Major Antonio Nicolau Sabbo                             |
| 1900-1907 | Major Gaspar de Castro Silva Sottomayor                 |
| 1915-1928 | Lieutenant Torquato Gonçalves do Carmo                  |

### Légende
L'un des personnages célèbres de Monção est une femme : Deu-La-Deu, nom qui signifie en vieux portugais : Dieu l’a donnée.
Deu-la-Deu Martins, était la femme d'un capitaine de Monção, Vasco Gomes de Abreu. À l'époque des guerres fernandines, alors que la ville est assiégée, elle évite par ruse que la ville ne tombe aux mains des Castillans. Alors que la ville et les assiégeants souffraient de la faim, elle fait rassembler tous les restes de farine afin de réaliser une dernière fournée de pain. Ce pain est alors jeté du haut des murailles aux troupes rassemblées en dessous leur faisant ainsi croire que la ville ne manquait pas de provisions. Le siège fut alors levé.
Cette histoire est inspirée de la légende Dame Carcas à Carcassonne.

## Politique et administration

### Subdivisions
La municipalité de Monção est composée de 33 paroisses (freguesia, en portugais) :
- Abedim
- Anhões
- Badim
- Barbeita
- Barroças e Taias
- Bela
- Cambeses
- Ceivães
- Cortes
- Lapela
- Lara
- Longos Vales
- Lordelo
- Luzio
- Mazedo
- Merufe
- Messegães
- Monção
- Moreira
- Parada
- Pias
- Pinheiros
- Podame
- Portela
- Riba de Mouro
- Sá
- Sago
- Segude
- Tangil
- Troporiz
- Troviscoso
- Trute
- Valadares

### Jumelages
- Redondela (Espagne)
- Tarascon-sur-Ariège (France)
- Vigneux-sur-Seine (France)

## Économie
La production viticole est très ancienne et reconnue au-delà des frontières. Déjà en 1852, Julien Lemer dans Le livre du cellier et de la conservation des vins disait que 

« Les meilleurs produits des vignobles étrangers proviennent particulièrement du Haut-Douro et Monção, en Portugal »

Après le traité de Methuen conclu en 1703 entre l'Angleterre et le Portugal, c’est de Monção et de Viana do Castelo que fût faite la première expédition de vins rouges. Mais son exportation est également évoqué dès le XVIIe siècle .
La région de Monção est un des berceaux du Alvarinho. D'ailleurs un musée y est consacré depuis 2015.

## Démographie
| 1801   | 1849   | 1900   | 1930   | 1960   | 1981   | 1991   | 2001   | 2004   |
| ------ | ------ | ------ | ------ | ------ | ------ | ------ | ------ | ------ |
| 12 095 | 14 983 | 26 077 | 24 585 | 27 393 | 23 799 | 21 799 | 19 956 | 19 842 |

## Culture locale et patrimoine

### Lieux et monuments
- La place forte
- Casa de Rodas
- Castro de São Caetano
- La Maison do Curro
- La Fontaine da Danaide

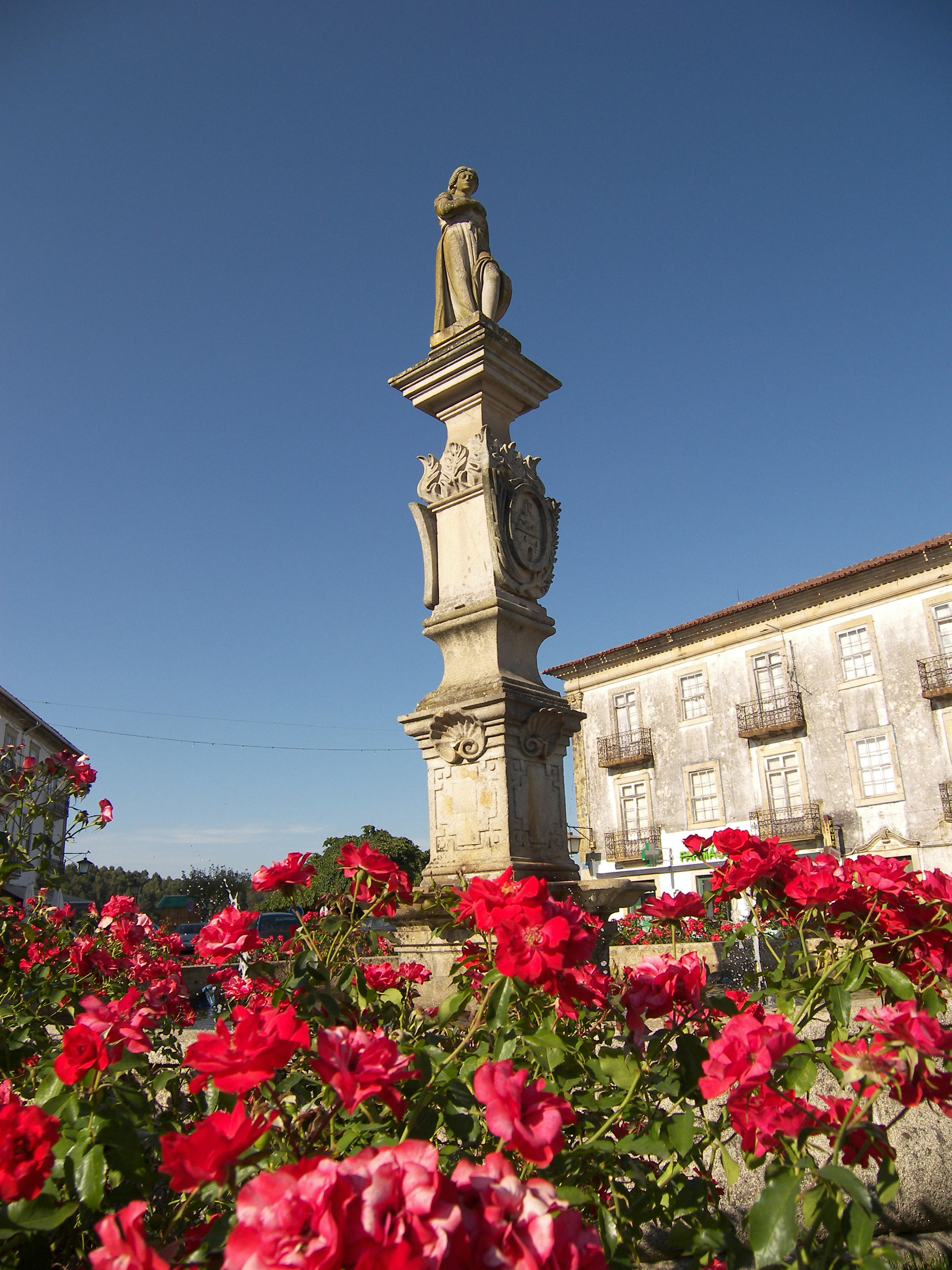
Détail de la fontaine

- Le Couvent de Santo António dos Capuchos
- La source de la ville
- L'hôpital da Misericórdia
- L'église de Santo António dos Capuchos
- L'église de Casa do Consistório da Misericórdia de Monção
- L'église Matriz qui inclut la chapelle de S. Sebastião
- L'église de Valadares
- Le Centre Historique de Monção
- Les thermes
- La tour de Lapela
- Le Palais de Brejoeira
- Le pont de Barbeita

### Fêtes

#### Festa da Coca
Principale fête, "Festa da Coca", où un cavalier affronte avec sa lance un dragon.

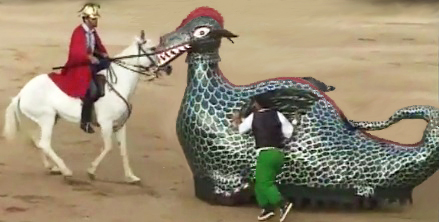
Festa da Coca

Si le dragon surnommé "a Coca" l'emporte, l'année sera mauvaise. Si c'est le cavalier qui sort vainqueur, l'année sera prospère pour tous.

#### Festas da Senhora das Dores
C'est une fête religieuse en l'honneur de Notre Dame des Douleurs. Elle dure depuis quelques années 5 jours. Elle est toujours célébrée mi-août. C'est un mélange de fêtes laïques (bals, concerts et feux d'artifice), et religieuses (décorations religieuses, messe dédiée à la sainte). L’événement principal étant la procession religieuse qui se tient le dimanche après-midi. La Sainte est portée lors de cette procession à travers les rues de la ville.
La tradition veut que les enfants et même des adultes portent des costumes représentant des Saints ou des personnages de la bible. Ils présentent ainsi des tableaux de la bible lors de cette procession. C'est l'occasion pour les adultes d'accomplir des promesses faites à Notre Dame des Douleurs.
La statue qui représente la Sainte pleure des larmes de sang et son torse est couvert de poignards dorés.

### Personnalités liées à la commune
- José Gomes Temporão, ministre de la santé du Brésil;
- José Rodrigues Vale, poète connu sous le pseudonyme João Verde;
- Joaquim Pimenta de Castro, premier ministre;
- Amparo Alvajar (1916-1998), journaliste, dramaturge et écrivaine républicaine espagnole, décédée dans la commune.

### Héraldique
Les armoiries de Monção sont présentes dans le livre des Armoiries des Cités et des villes (Livro dos Brasões das Cidades e Vilas), datant de 1675. Sur un champ vert se trouve une tour d'argent, au sommet de laquelle se dresse une femme, les bras tendus qui tient dans chaque main une miche de pain doré.

### Sport
La municipalité de Monção possède en son rang deux équipes de football évoluant en divisions de district de Viana do Castelo, le Desportivo de Monção et l'UD Os Raianos.